# زاگوژه (شهرستان لوبلین)
زاگوژه (به لهستانی:  Zagórze) یک روستا در لهستان است که در گمینا بوژتسه واقع شده‌است.